# Petrohradský dub
Petrohradský dub (také známý jako Selský dub nebo dub Petra Bezruče) je jeden z našich nejstarších památných stromů – dubů. Na čelní příčky se staví i díky svému devítimetrovému obvodu, který z našich památných dubů překonává jen ten Žižkův v Náměšti. Strom roste u obce Petrohrad na kraji háje Petra Bezruče, místní přírodní památky.

## Základní údaje
- název: Petrohradský dub, dub v háji Petra Bezruče, dub Petra Bezruče, Selský dub
- výška: 27 m[1], 28 m[2]
- obvod: 850 cm (1987)[3], 884 cm (1994)[4], 900 cm (2001)[2][1]
- výška koruny: 20 m[2]
- šířka koruny: 19 m[2]
- věk: 900 let[2]
- sanace: ano
- souřadnice: 50°7'18.81"N, 13°26'6.79"E

Dub roste po levé straně silnice směrem na Stebno - při cestě z Petrohradu asi 280 m za hřbitovem. U dubu jsou k dispozici lavičky. Areál Bezručova háje je zajímavý nejen památným dubem. Na žulovém podloží roste řada starých stromů, především dubů, buků, lip a javorů. Žulové balvany se dostávají na povrch a mnohé jsou známé svými tvary připomínajícími tváře.

## Stav stromu a údržba
Petrohradský dub patří k nejzachovalejším svého věku v Česku. Kmen je dutý, větví se v 8 metrech.
Dub je pravidelně ošetřován, v minulosti byly odstraněny náletové stromy v těsné blízkosti, aby měla koruna prostor.

## Historie a pověsti
Háj Petra Bezruče byl vyhlášen přírodní památkou 15. září 1957, v den básníkových 90. narozenin. Mimo přírodní zajímavosti se v rezervaci nachází zřícenina Petrohrad (Petršpurk) a architektonicky zajímavá kaple Všech svatých vystavěná na základech hradní věže, které jí propůjčily kruhový půdorys připomínající starobylé rotundy.
Podle pověsti se při selském povstání roku 1680 pod dubem scházeli rychtáři devatenácti vesnic a po prohře předpověděli, že nespravedlnost potrvá, dokud se dub bude zelenat.

## Památné a významné stromy v okolí
- Dub v bažantnici (Petrohrad)
- Krtská lípa (9 km silnicí, 4 km lesní/polní cestou, J)
- Dub pod Blatenským svahem (5 km JZ)
- Duby u Dolního Fikače (skupiny 11 a 27 stromů, 7,5 km JV)
- Duby u Velkého rybníka (Jesenice) (36 stromů, 7,5 km JV)
- Lípy u Velkého rybníka (Jesenice) (Jesenice, 2 stromy, 7,5 km JV)
- Jesenické lípy (původně 2 stromy, dnes 1, 7,5 km JV)
- Jesenická hlošiny (7,5 km JV)
- Jesenická lípa (7,5 km JV)
- Soseňský klen (10 km JV)

## Galerie

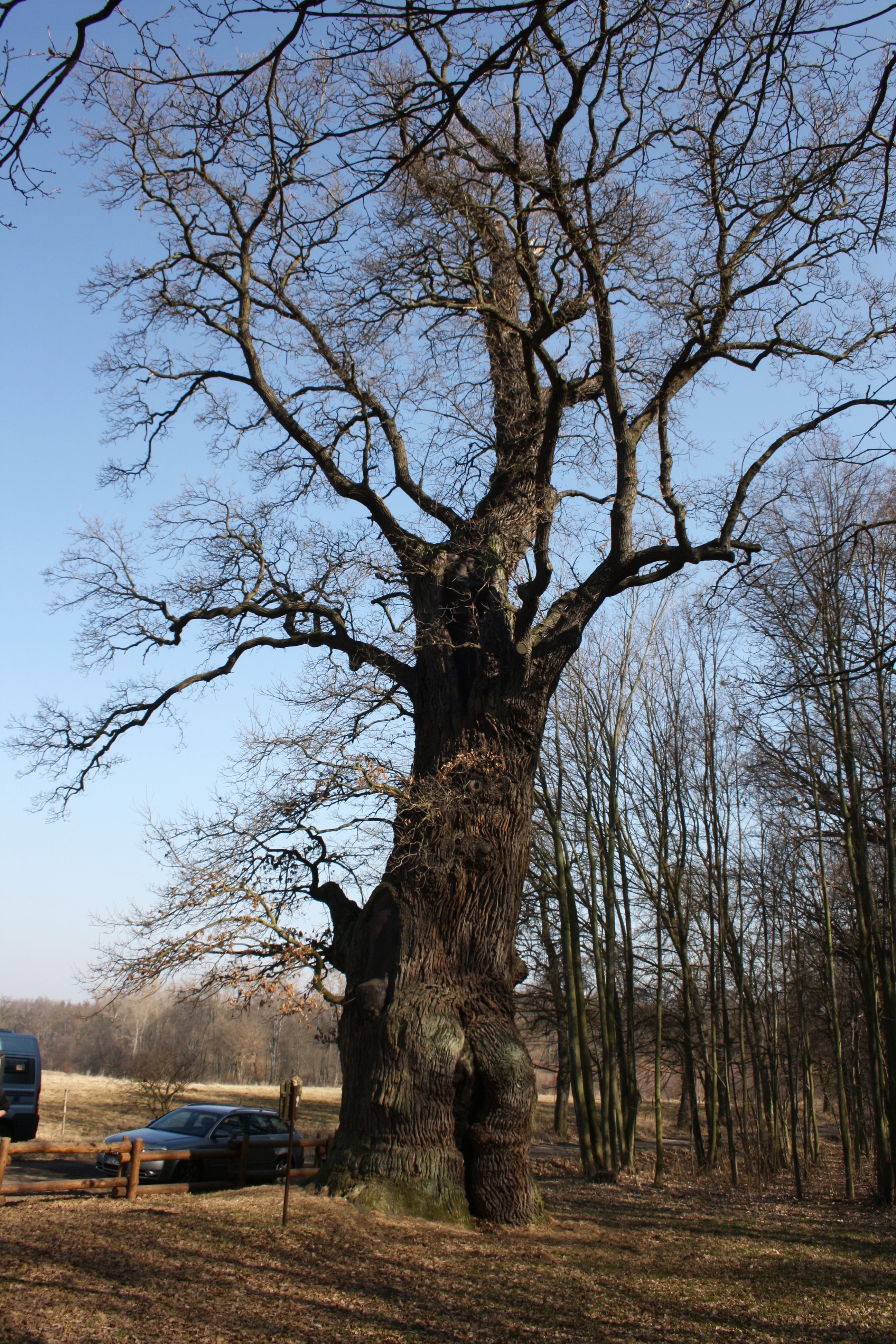
Dub bez listí
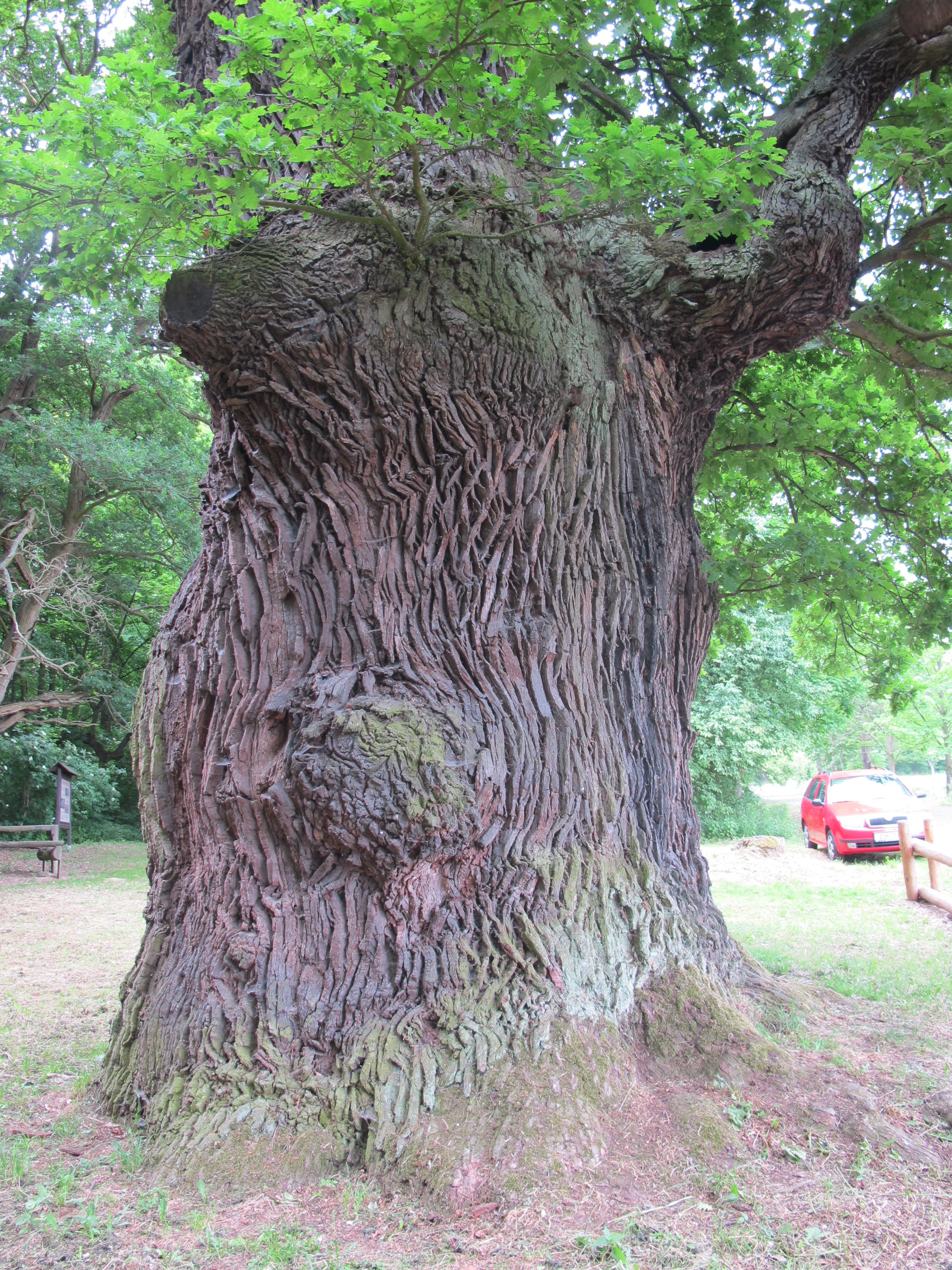
Kmen Petrohradského dubu